# Mads Østberg

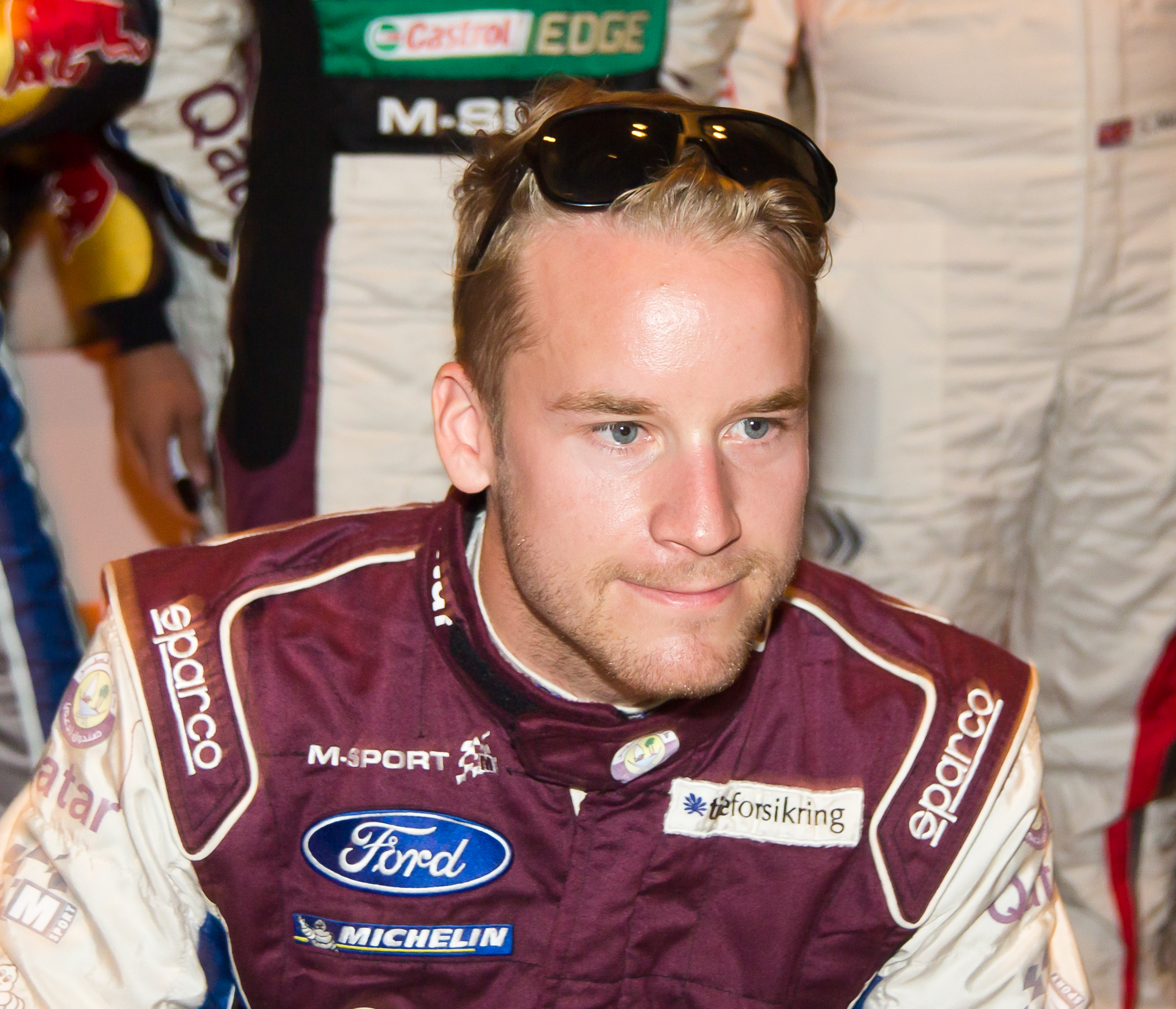
Mads Østberg, 2013

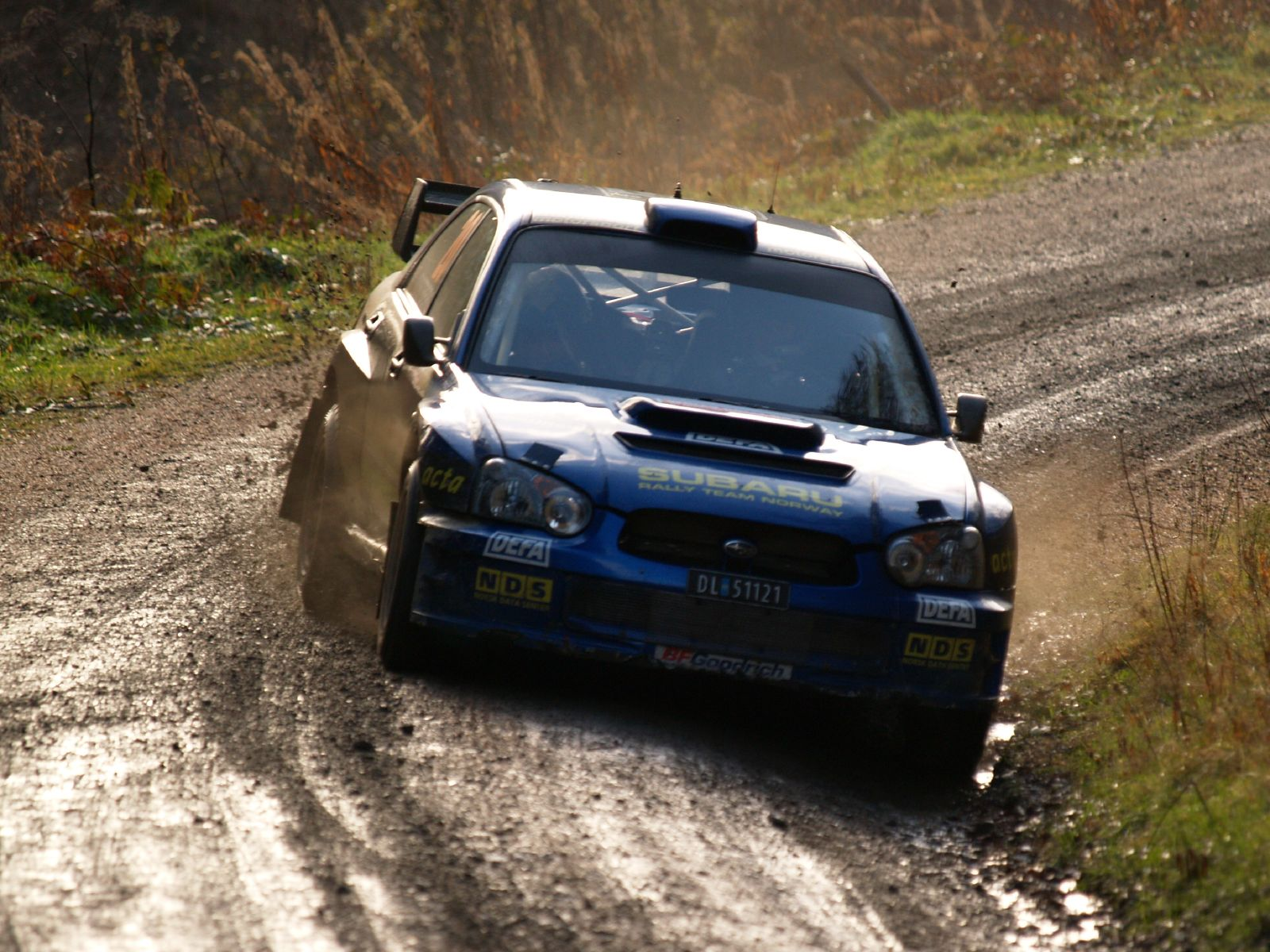
Østberg disputant el Ral·li de Gal·les de 2007.

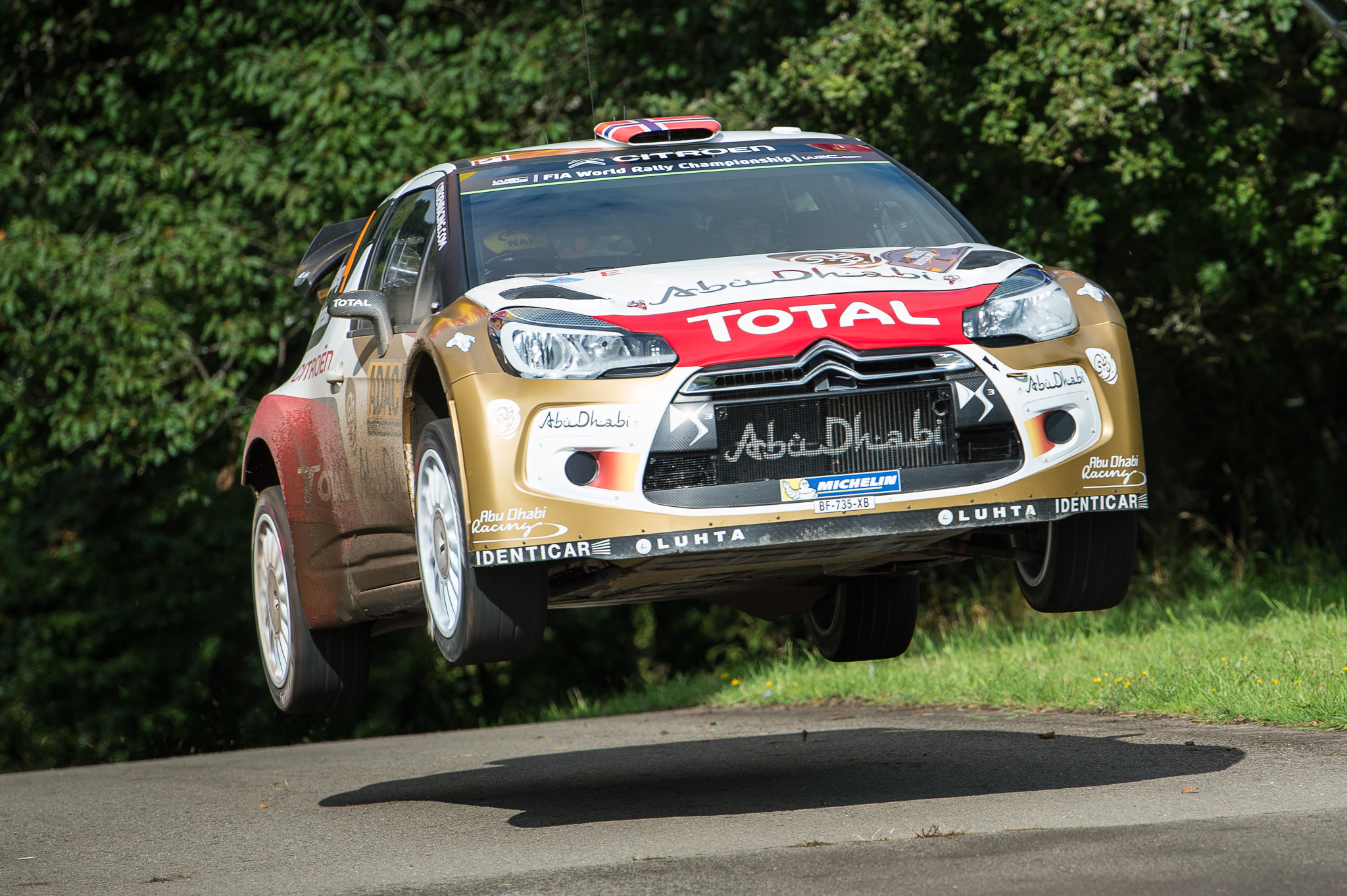
Ral·li d'Alemanya del 2014.

Mads Østberg (Våler, Noruega, 11 d'octubre de 1987) és un pilot de ral·lis noruec que participa habitualment al Campionat Mundial de Ral·lis. Ha guanyat la categoria WRC 2 del Campionat Mundial de Ral·lis l'any 2020. També ha estat en quatre ocasions guanyador del Campionat de Noruega els anys 2007, 2008, 2009 i 2011 i en una ocasió del Campionat d'Hongria l'any 2022. El seu copilot habitual és en Torstein Eriksen.

## Trajectòria
Østberg debutà en els ral·lis l'any 2004, si bé el seu debut en el Campionat Mundial de Ral·lis no es produí fins al 2006 quan disputà el Ral·li de Suècia amb un Subaru Impreza WRC, finalitzant en 31a posició. Aquella temporada disputà un parell de ral·lis més, el Ral·li de Finlàndia i el Ral·li de Gal·les, amb resultats discrets.
La temporada 2007 disputà 6 ral·lis del Campionat Mundial amb l'equip Adapta World Rally Team, aconseguint un punt al Ral·li de Finlàndia i finalitzant així el campionat mundial en 21a posició. Aquella mateixa temporada, però, s'adjudicà el Campionat de Noruega de Ral·lis, certamen que guanyarà en tres ocasions més els anys 2008, 2009 i 2011.
La temporada 2008, 2009 i 2010 disputà diversos ral·lis amb l'equip Adapta i un Subaru Impreza WRC amb resultats força discrets, arribant a disputar dos ral·lis la temporada 2010 amb un Ford Fiesta S2000 del equip Stobart M-Sport Ford Rally Team.
Per la temporada 2011 s'incorpora definitivament al equip M-Sport Ford per disputar el Campionat Mundial de Ral·lis complet amb un Ford Fiesta RS WRC, finalitzant segon al Ral·li de Suècia i al Ral·li de la Gran Bretanya. Finalitza sisè del Mundial.
La temporada 2012 aconsegueix la seva primera victòria al Mundial al imposar-se al Ral·li de Portugal i aconsegueix dos podis més, amb el que acaba en quarta posició del Campionat Mundial.
Després d'una última temporada amb Ford on finalitza sisè del Mundial, l'any 2014 s'incorpora al Citroën World Rally Team per conduir un Citroën DS3 WRC durant dues temporades, on aconseguirà diversos podis i finalitzarà el Mundial 2014 en cinquena posició i el 2015 el quarta posició.
L'any 2016 retorna a Stobart M-Sport Ford Rally Team amb un Ford Fiesta RS WRC. Disputarà dos temporades amb M-Sport amb resultats discrets, retornant de nou a Citroën a la temporada 2018.
La temporada 2019 disputa la categoria WRC 2 Pro amb Citroën, on finalitza subcampió, per darrere del finlandès Kalle Rovanperä. L'any següent disputa la categoria WRC 2 amb un Citroën C3 R5, guanyant el campionat per davant de Pontus Tidemand i imposant-se dins la categoria en quatre dels ral·lis de l'any.
La temporada 2021 finalitzaria subcampió del WRC 2, aquest cop superat per Andreas Mikkelsen, no obstant, aquell any, de la mà de Citroën, també es centra en el Campionat d'Hongria de Ral·lis, un títol que guanyarà finalment a la temporada 2022 pilotant un Citroën C3 Rally2.

## Victòries al WRC
| # | Ral·li                | Any  | Copilot         | Vehicle            |
| - | --------------------- | ---- | --------------- | ------------------ |
| 1 | 46° Rally de Portugal | 2012 | Jonas Andersson | Ford Fiesta RS WRC |